# Hammaguir
Hammaguir is een plaats in de Algerijnse gemeente Abadla (provincie Béchar). Ze ligt in de hamada Hammada du Guir, een onbewoond rotsachtig woestijngebied ongeveer 120 km ten zuidwesten van de stad Béchar.

## Lanceerbasis
Hier exploiteerde het Franse leger van 1952 tot 1967 haar belangrijkste raketlanceerbasis, CIEES B2. CIEES staat voor Centre Interarmées d'Essais d'Engins Speciaux. CIEES had sinds 1947 twee lanceerinstallaties (B0 en B1) voor kleine militaire raketten nabij Béchar maar voor de grotere Véronique-raket moest een nieuwe basis ingericht worden. 
De eerste – mislukte – lancering van een Véronique vanaf Hammaguir gebeurde op 20 mei 1952. Félicette, de eerste kat die een ruimtereis maakte, werd ook met een Véronique vanaf Hammaguir gelanceerd in 1963.
Een van de afspraken in de verdragen van Évian die de Algerijnse Oorlog in 1962 beëindigden was, dat Frankrijk deze basissen moest evacueren. Frankrijk mocht ze evenwel nog vijf jaar gebruiken. Op 26 november 1965 bracht een Diamant-raket vanaf Hammaguir de eerste Franse satelliet in een baan om de aarde: de A-1 "Astérix". In 1966 en 1967 lanceerde Frankrijk vanaf Hammaguir nog satellieten in een baan om de aarde met de Diamant-raket. De laatste lancering vanaf Hammaguir gebeurde op 4 april 1967. Frankrijk kon daarna de lanceerbasis bij Kourou in Frans-Guyana gebruiken (het latere Centre Spatial Guyanais).